# Кобаяси, Кей
Кей Кобаяси (яп. 小林 啓 Kobayashi Key) — японский музыкальный продюсер, автор песен, композитор и менеджер, сотрудник Amuse. С 2010 года курирует танцевальную метал-группу Babymetal. Его псевдоним — KOBAMETAL (яп. コバメタル Kobametaru). Он называет себя посланником, который доставляет послания метал-бога The Fox God.

## Биография
Группа St. Hunger II заинтересовала Кея и познакомила с хэви-металом примерно в 6-м классе. В младших классах он играл в духовом оркестре, а в старших на гитаре в рок-группе, исполнявшей музыку в стиле «метал» в чёрных костюмах. В университете он изучал политэкономику и тратил все деньги, заработанные на подработке, на свою группу. Любит песни в быстром темпе, выпущенные «SHRAPNEL RECORDS» и многими другими.
Кей пришёл в Amuse в 1996 году. Он подумывал уйти через 3 дня, но после того, как её назначили ответственным за координацию выступлений на телевидении, два года работал в музыкальной команде (паблисити и реклама для SIAM SHADE и CASCADE). Он мечтал создать собственный инди-лейбл, отвечающий за выпуск и продвижение громких групп.
Примерно в 2008 году он был переведён в эстрадную бригаду и стал начальником второго производственного помещения второго отдела управления. Он руководил 12 группами, среди которых были музыканты, актёры и университетские профессора, в том числе Сампраза Накано. Для проекта, заказанного Министерством сельского, лесного и рыбного хозяйства, Amuse создали «Mini-Pati», идол-группу поющую про кондитеров.
14 марта 2009 года Mini-Pati выступила на концерте, посвящённом распаду группы «Karen Girl’s», участницей которой была Судзука Накамото. KOBAMETAL, который сопровождал группу, захотел создать новое подразделение после того, как увидел выступление Накамото. Юи Мидзуно также посетила этот концерт.
В 2010 году был запущен «Клуб тяжёлой музыки» идол-группы «Sakura Gakuin», основанная на теме школьной жизни и клубной деятельности, а KOBAMETAL стал куратором этого клуба; в феврале 2011 года Amuse объявили о создании в клубе группы «Babymetal».
В марте 2017 года Ассоциация цифровых медиа вручила KOBAMETAL награду AMD Award '16 The AMD Award for Excellence за производство фильма о Babymetal.
KOBAMETAL любит путешествовать за границу и до 2013 года ежегодно посещал международные музыкальные фестивали, такие как фестиваль Coachella, в качестве зрителя. На Lollapalooza 2010, проходившей в чикагском Грант-парке, X JAPAN исполнили хорошо принятый сет из метал песен. KOBAMETAL, который был свидетелем этого события, почувствовал, что «возможно, мы можем сделать металл милее». Он любит йогу и посещал додзё в Индии и Нью-Йорке. Ему нравится профессиональный реслинг, особенно Lucha Libre. В постановке Babymetal есть «стилистическое веселье», которое есть в профессиональном рестлинге. «Это немного похоже на ситуацию „А-Ун“ — между зрителями и исполнителями существует своего рода дыхание „А-Ун“. Мы оба знаем, кто такой рестлер в маске, и нам обоим это нравится» — говорил Кей. У Кея есть дети того же возраста, что и участницы Babymetal.
24 июня 2022 года Кей был назначен директором Kulture Inc - компании, специализирующейся на Web3 и metaverse с целью создания следующего поколения развлечений.